# نئورگولین ۴
نئورگولین ۴ (انگلیسی: Neuregulin 4) نام پروتئینی است که در انسان توسط ژن «NRG4» کُد می‌شود.
نئورگولین‌ها و از جمله نئورگولین ۴، «گیرنده فاکتور رشد اپیدرمی نوع اول» را فعال می‌کنند و از طریق فسفریلاسیون تیروزین، موجب آغازِ پیام‌دهی سلول-به-سلول می‌شوند.
فقدان بیانِ ژنیِ NRG4 معمولاً در سرطان مثانه دیده می‌شود و بالعکس، بیش‌فعالی این ژن موجب بقایِ طولانیِ مبتلایان به این سرطان می‌شود.